# Grand Prix Chin 2009

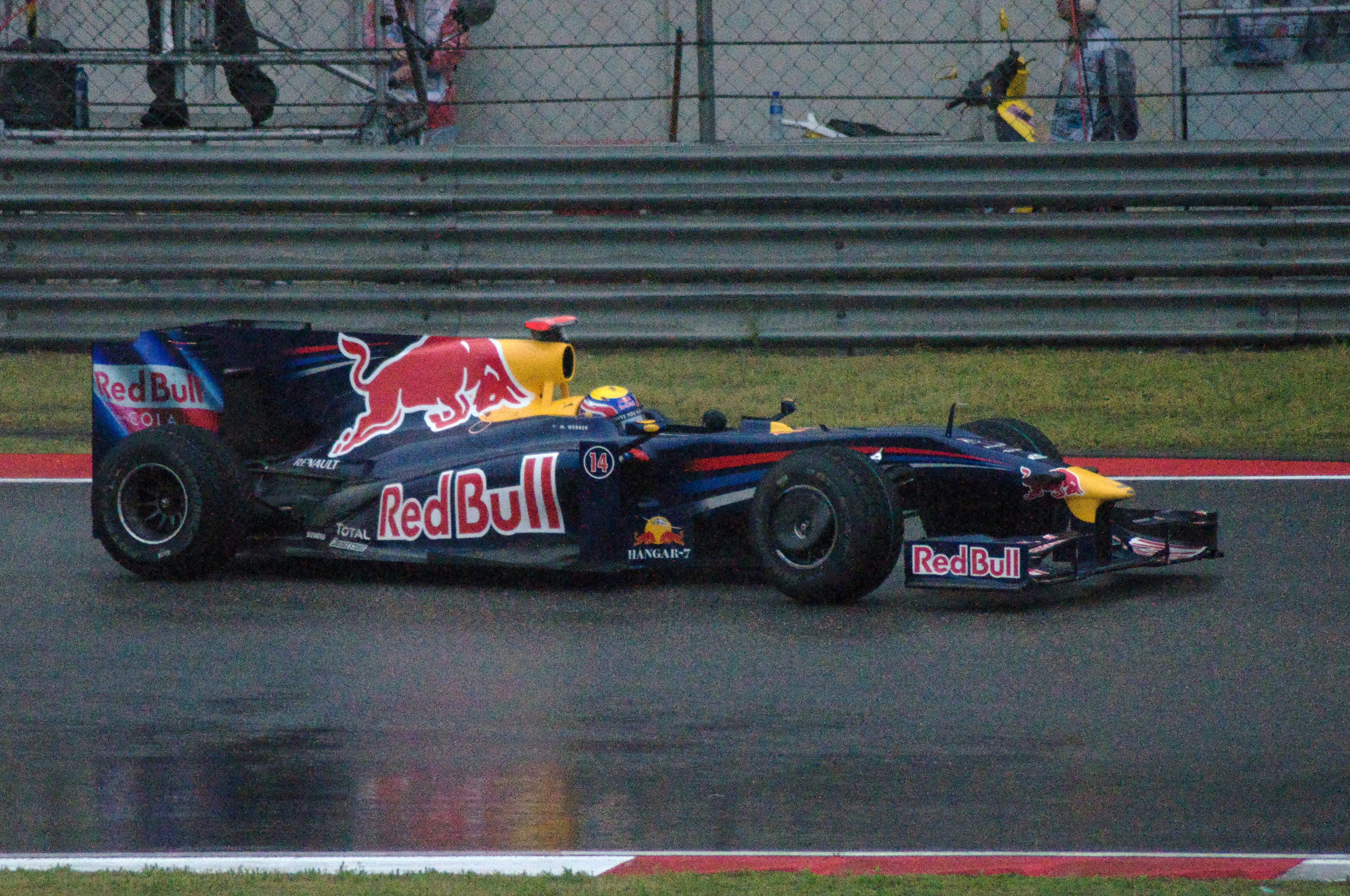
Mark Webber podczas Grand Prix Chin 2009

Wyniki Grand Prix Chin, trzeciej rundy Mistrzostw Świata Formuły 1 w sezonie 2009.

## Wyniki

### Sesje treningowe
| Sesja | Nr | Kierowca       | Konstruktor      | Czas     | Okr. |
| ----- | -- | -------------- | ---------------- | -------- | ---- |
| 1     | 1  | Lewis Hamilton | McLaren-Mercedes | 1:37.334 | 22   |
| 2     | 22 | Jenson Button  | Brawn-Mercedes   | 1:35.679 | 35   |
| 3     | 16 | Nico Rosberg   | Williams-Toyota  | 1:36.133 | 17   |

### Kwalifikacje
| Poz. | Nr | Kierowca             | Konstruktor          | Q1       | Q2       | Q3       | Poz. s. |
| --- | --- | -------------------- | -------------------- | -------- | -------- | -------- | ------- |
| 1 | 15 | Sebastian Vettel     | Red Bull-Renault     | 1:36.565 | 1:35.130 | 1:36.184 | 1       |
| 2 | 7 | Fernando Alonso      | Renault              | 1:36.443 | 1:35.803 | 1:36.381 | 2       |
| 3 | 14 | Mark Webber          | Red Bull-Renault     | 1:35.751 | 1:35.173 | 1:36.466 | 3       |
| 4 | 23 | Rubens Barrichello   | Brawn-Mercedes       | 1:35.701 | 1:35.503 | 1:36.493 | 4       |
| 5 | 22 | Jenson Button        | Brawn-Mercedes       | 1:35.533 | 1:35.556 | 1:36.532 | 5       |
| 6 | 9 | Jarno Trulli         | Toyota               | 1:36.308 | 1:35.645 | 1:36.835 | 6       |
| 7 | 16 | Nico Rosberg         | Williams-Toyota      | 1:35.941 | 1:35.809 | 1:37.397 | 7       |
| 8 | 4 | Kimi Räikkönen       | Ferrari              | 1:36.137 | 1:35.856 | 1:38.089 | 8       |
| 9 | 1 | Lewis Hamilton       | McLaren-Mercedes     | 1:35.776 | 1:35.740 | 1:38.595 | 9       |
| 10 | 12 | Sébastien Buemi      | Toro Rosso-Ferrari   | 1:36.284 | 1:35.965 | 1:39.321 | 10      |
| 11 | 6 | Nick Heidfeld        | BMW Sauber           | 1:36.525 | 1:35.975 | -        | 11      |
| 12 | 2 | Heikki Kovalainen    | McLaren-Mercedes     | 1:36.646 | 1:36.032 | -        | 12      |
| 13 | 3 | Felipe Massa         | Ferrari              | 1:36.178 | 1:36.033 | -        | 13      |
| 14 | 10 | Timo Glock           | Toyota               | 1:36.364 | 1:36.066 | -        | PIT     |
| 15 | 17 | Kazuki Nakajima      | Williams-Toyota      | 1:36.673 | 1:36.193 | -        | 14      |
| 16 | 11 | Sébastien Bourdais   | Toro Rosso-Ferrari   | 1:36.906 | -        | -        | 15      |
| 17 | 8 | Nelson Piquet Jr.    | Renault              | 1:36.908 | -        | -        | 16      |
| 18 | 5 | Robert Kubica        | BMW Sauber           | 1:36.966 | -        | -        | PIT     |
| 19 | 20 | Adrian Sutil         | Force India-Mercedes | 1:37.669 | -        | -        | 17      |
| 20 | 21 | Giancarlo Fisichella | Force India-Mercedes | 1:37.672 | -        | -        | 18      |
| Poz. | Nr | Kierowca             | Konstruktor          | Q1       | Q2       | Q3       | Poz. s. |
| \| Legenda \| Legenda \| \| ------------------------ \| ---------------------------------------------------------------------------------------------------------------------------------------------------------------------------------------------------------------------------------------------------------------- \| \| Poz. Nr Q1 Q2 Q3 Poz. s. \| Pozycja zajęta w sesji kwalifikacyjnej Numer startowy kierowcy Wynik uzyskany w pierwszej części kwalifikacji Wynik uzyskany w drugiej części kwalifikacji Wynik uzyskany w trzeciej części kwalifikacji Pozycja startowa po uwzględnięniu kar, przesunięć, itp. \| | |                      |                      |          |          |          |         |
| Legenda | |                      |                      |          |          |          |         |
| Poz. Nr Q1 Q2 Q3 Poz. s. | Pozycja zajęta w sesji kwalifikacyjnej Numer startowy kierowcy Wynik uzyskany w pierwszej części kwalifikacji Wynik uzyskany w drugiej części kwalifikacji Wynik uzyskany w trzeciej części kwalifikacji Pozycja startowa po uwzględnięniu kar, przesunięć, itp. |                      |                      |          |          |          |         |

### Wyścig
| P                 | + / –     | Nr | Kierowca             | Konstruktor          | Okr. | Czas / Strata | Komentarz                       |
| ----------------- | --------- | -- | -------------------- | -------------------- | ---- | ------------- | ------------------------------- |
| 1                 | Bez zmian | 15 | Sebastian Vettel     | Red Bull-Renault     | 56   | 1h57:43.485   |                                 |
| 2                 | 1         | 14 | Mark Webber          | Red Bull-Renault     | 56   | +0:10.970     |                                 |
| 3                 | 2         | 22 | Jenson Button        | Brawn-Mercedes       | 56   | +0:44.975     |                                 |
| 4                 | Bez zmian | 23 | Rubens Barrichello   | Brawn-Mercedes       | 56   | +1:03.704     |                                 |
| 5                 | 7         | 2  | Heikki Kovalainen    | McLaren-Mercedes     | 56   | +1:05.102     |                                 |
| 6                 | 3         | 1  | Lewis Hamilton       | McLaren-Mercedes     | 56   | +1:11.866     |                                 |
| 7                 | 12        | 10 | Timo Glock           | Toyota               | 56   | +1:14.476     |                                 |
| 8                 | 2         | 12 | Sébastien Buemi      | Toro Rosso-Ferrari   | 56   | +1:16.439     |                                 |
| 9                 | 7         | 7  | Fernando Alonso      | Renault              | 56   | +1:24.309     |                                 |
| 10                | 2         | 4  | Kimi Räikkönen       | Ferrari              | 56   | +1:31.750     |                                 |
| 11                | 4         | 11 | Sébastien Bourdais   | Toro Rosso-Ferrari   | 56   | +1:34.156     |                                 |
| 12                | 1         | 6  | Nick Heidfeld        | BMW Sauber           | 56   | +1:35.834     |                                 |
| 13                | 4         | 5  | Robert Kubica        | BMW Sauber           | 56   | +1:46.853     |                                 |
| 14                | 6         | 21 | Giancarlo Fisichella | Force India-Mercedes | 55   | +1 okr.       |                                 |
| 15                | 8         | 16 | Nico Rosberg         | Williams-Toyota      | 55   | +1 okr.       |                                 |
| 16                | Bez zmian | 8  | Nelson Piquet Jr.    | Renault              | 54   | +2 okr.       |                                 |
| 17                | 1         | 20 | Adrian Sutil         | Force India-Mercedes | 50   | +6 okr.       | wypadek                         |
| Niesklasyfikowani |           |    |                      |                      |      |               |                                 |
|                   |           | 17 | Kazuki Nakajima      | Williams-Toyota      | 43   |               | układ napędowy                  |
|                   |           | 4  | Felipe Massa         | Ferrari              | 21   |               | elektryka                       |
|                   |           | 9  | Jarno Trulli         | Toyota               | 18   |               | uszkodzenia po kolizji z Kubicą |
| P                 | + / –     | Nr | Kierowca             | Konstruktor          | Okr. | Czas / Strata | Komentarz                       |

### Najszybsze okrążenie
| Nr | Kierowca           | Konstruktor    | Czas     | Okr. |
| -- | ------------------ | -------------- | -------- | ---- |
| 23 | Rubens Barrichello | Brawn-Mercedes | 1:52.592 | 42   |

## Lista startowa
| Nr | Kierowca             | Zespół                       | Samochód          | Silnik               | Opony |
| -- | -------------------- | ---------------------------- | ----------------- | -------------------- | ----- |
| 1  | Lewis Hamilton       | Vodafone McLaren Mercedes    | McLaren MP4-24    | Mercedes-Benz FO108W | B     |
| 2  | Heikki Kovalainen    | Vodafone McLaren Mercedes    | McLaren MP4-24    | Mercedes-Benz FO108W | B     |
| 3  | Felipe Massa         | Scuderia Marlboro Ferrari    | Ferrari F60       | Ferrari 056          | B     |
| 4  | Kimi Räikkönen       | Scuderia Marlboro Ferrari    | Ferrari F60       | Ferrari 056          | B     |
| 5  | Robert Kubica        | BMW Sauber F1 Team           | BMW F1.09         | BMW P86/9            | B     |
| 6  | Nick Heidfeld        | BMW Sauber F1 Team           | BMW F1.09         | BMW P86/9            | B     |
| 7  | Fernando Alonso      | ING Renault F1 Team          | Renault R29       | Renault RS27-2009    | B     |
| 8  | Nelson Piquet Jr.    | ING Renault F1 Team          | Renault R29       | Renault RS27-2009    | B     |
| 9  | Jarno Trulli         | Panasonic Toyota Racing      | Toyota TF109      | Toyota RVX-09        | B     |
| 10 | Timo Glock           | Panasonic Toyota Racing      | Toyota TF109      | Toyota RVX-09        | B     |
| 11 | Sébastien Bourdais   | Scuderia Toro Rosso          | Toro Rosso STR04  | Ferrari 056          | B     |
| 12 | Sébastien Buemi      | Scuderia Toro Rosso          | Toro Rosso STR04  | Ferrari 056          | B     |
| 14 | Mark Webber          | Red Bull Racing              | Red Bull RB5      | Renault RS27-2009    | B     |
| 15 | Sebastian Vettel     | Red Bull Racing              | Red Bull RB5      | Renault RS27-2009    | B     |
| 16 | Nico Rosberg         | AT&T WilliamsF1 Team         | Williams FW31     | Toyota RVX-09        | B     |
| 17 | Kazuki Nakajima      | AT&T WilliamsF1 Team         | Williams FW31     | Toyota RVX-09        | B     |
| 20 | Adrian Sutil         | Force India Formula One Team | Force India VJM02 | Mercedes-Benz FO108W | B     |
| 21 | Giancarlo Fisichella | Force India Formula One Team | Force India VJM02 | Mercedes-Benz FO108W | B     |
| 22 | Jenson Button        | Brawn GP Formula One Team    | Brawn BGP 001     | Mercedes-Benz FO108W | B     |
| 23 | Rubens Barrichello   | Brawn GP Formula One Team    | Brawn BGP 001     | Mercedes-Benz FO108W | B     |
| Nr | Kierowca             | Zespół                       | Samochód          | Silnik               | Opony |

## Klasyfikacja po wyścigu

### Kierowcy
| P  | +/− | Kierowca             | Starty | Punkty | P1 | P2 | P3 | PP | NO | NS |
| -- | --- | -------------------- | ------ | ------ | -- | -- | -- | -- | -- | -- |
| 1  | 0   | Jenson Button        | 3      | 21     | 2  | -  | 1  | 2  | 1  | -  |
| 2  | 0   | Rubens Barrichello   | 3      | 15     | -  | 1  | -  | -  | 1  | -  |
| 3  | +13 | Sebastian Vettel     | 3      | 10     | 1  | -  | -  | 1  | -  | -  |
| 4  | 0   | Timo Glock           | 3      | 10     | -  | -  | 1  | -  | -  | -  |
| 5  | +4  | Mark Webber          | 3      | 9,5    | -  | 1  | -  | -  | -  | -  |
| 6  | −3  | Jarno Trulli         | 3      | 8,5    | -  | -  | 1  | -  | -  | 1  |
| 7  | −2  | Nick Heidfeld        | 3      | 4      | -  | 1  | -  | -  | -  | -  |
| 8  | −2  | Fernando Alonso      | 3      | 4      | -  | -  | -  | -  | -  | -  |
| 9  | N   | Heikki Kovalainen    | 3      | 4      | -  | -  | -  | -  | -  | 2  |
| 10 | 0   | Lewis Hamilton       | 3      | 4      | -  | -  | -  | -  | -  | -  |
| 11 | −4  | Nico Rosberg         | 3      | 3,5    | -  | -  | -  | -  | 1  | -  |
| 12 | −4  | Sébastien Buemi      | 3      | 3      | -  | -  | -  | -  | -  | -  |
| 13 | −2  | Sébastien Bourdais   | 3      | 1      | -  | -  | -  | -  | -  | -  |
| 14 | −2  | Adrian Sutil         | 3      | -      | -  | -  | -  | -  | -  | -  |
| 15 | −2  | Felipe Massa         | 3      | -      | -  | -  | -  | -  | -  | 2  |
| 16 | +2  | Kimi Räikkönen       | 3      | -      | -  | -  | -  | -  | -  | -  |
| 17 | −3  | Giancarlo Fisichella | 3      | -      | -  | -  | -  | -  | -  | -  |
| 18 | −3  | Kazuki Nakajima      | 3      | -      | -  | -  | -  | -  | -  | 2  |
| 19 | 0   | Robert Kubica        | 3      | -      | -  | -  | -  | -  | -  | 1  |
| 20 | −3  | Nelson Piquet Jr.    | 3      | -      | -  | -  | -  | -  | -  | 1  |
| P  | +/− | Kierowca             | Starty | Punkty | P1 | P2 | P3 | PP | NO | NS |

### Konstruktorzy
| P  | +/− | Konstruktor          | Starty | Punkty | P1 | P2 | P3 | PP | NO | NS |
| -- | --- | -------------------- | ------ | ------ | -- | -- | -- | -- | -- | -- |
| 1  | 0   | Brawn-Mercedes       | 6      | 36     | 2  | 1  | 1  | 2  | 2  | -  |
| 2  | +5  | Red Bull-Renault     | 6      | 19,5   | 1  | 1  | -  | 1  | -  | -  |
| 3  | −1  | Toyota               | 6      | 18,5   | -  | -  | 2  | -  | -  | 1  |
| 4  | +4  | McLaren-Mercedes     | 6      | 8      | -  | -  | -  | -  | -  | 2  |
| 5  | −2  | BMW Sauber           | 6      | 4      | -  | 1  | -  | -  | -  | 1  |
| 6  | −2  | Renault              | 6      | 4      | -  | -  | -  | -  | -  | 1  |
| 7  | −1  | Toro Rosso-Ferrari   | 6      | 4      | -  | -  | -  | -  | -  | -  |
| 8  | −3  | Williams-Toyota      | 6      | 3,5    | -  | -  | -  | -  | 1  | 2  |
| 9  | +1  | Ferrari              | 6      | -      | -  | -  | -  | -  | -  | 2  |
| 10 | −1  | Force India-Mercedes | 6      | -      | -  | -  | -  | -  | -  | -  |
| P  | +/− | Konstruktor          | Starty | Punkty | P1 | P2 | P3 | PP | NO | NS |

### Waga bolidów
| Waga poszczególnych bolidów przed wyścigiem |
| ------------------------------------------- |
|                                             |

### Prowadzenie w wyścigu
| Nr                              | Kierowca         | Okrążenia          | Suma |
| ------------------------------- | ---------------- | ------------------ | ---- |
| 15                              | Sebastian Vettel | 1-15, 20-37, 41-56 | 49   |
| 22                              | Jenson Button    | 16-19, 40          | 5    |
| 14                              | Mark Webber      | 38-39              | 2    |
| \| Wykres \| \| ------ \| \| \| |                  |                    |      |
| Wykres                          |                  |                    |      |
|                                 |                  |                    |      |